# Leonid Griszczuk
Leonid Stiepanowicz Griszczuk (ros. Леонид Степанович Грищук, ukr. Леонід Степанович Грищук, ur. 1906 w guberni kijowskiej, zm. 22 maja 1960 w Kijowie) – radziecki działacz partyjny.

## Życiorys
Od 1930 należał do WKP(b), 1930-1931 był przewodniczącym komuny "Bolszewik" w rejonie kijowskim, 1931-1933 zastępcą dyrektora fabryki w Kijowie, 1933-1936 pracował w sztabie 2 Brygady Centralnego Zarządu Budowy Dróg przy Radzie Komisarzy Ludowych ZSRR i jako sekretarz Wojskowego Trybunału Morskich Sił Oceanu Spokojnego we Władywostoku. W 1937 został wojenkomem kijowskiego rejonu rolnego, potem do listopada 1939 był I sekretarzem kijowskiego wiejskiego rejonowego komitetu KP(b)U, od 27 listopada 1939 do czerwca 1941 I sekretarzem Komitetu Obwodowego KP(b)U we Lwowie, a od 17 maja 1940 do 25 stycznia 1949 członkiem KC KP(b)U. Od 20 lutego 1941 do 5 października 1952 był członkiem Centralnej Komisji Rewizyjnej WKP(b), od czerwca 1941 członkiem Rady Wojennej 6 Armii, od sierpnia 1941 do listopada 1943 dozorcą i ekspedytorem cukrowni w obwodzie kijowskim. Od listopada 1943 do 1944 walczył w oddziale partyzanckim, od maja 1944 był dyrektorem fabryki odzieżowej, później pracownikiem trustu budowlanego Kijowskiego Sownarchozu. Został wykluczony z partii.